# NGC 5934
NGC 5934 ist eine 13,8 mag helle spiralförmige Radiogalaxie vom Hubble-Typ S? im Sternbild Bärenhüter und etwa 261 Millionen Lichtjahre von der Milchstraße entfernt. 
Sie bildet zusammen mit NGC 5935 eine gravitationell gebundene Doppelgalaxie und wurde zusammen mit dieser am 12. Juni 1880 von Édouard Stephan entdeckt.